# Cyphon ozensis
Cyphon ozensis es una especie de coleóptero de la familia Scirtidae.

## Distribución geográfica
Habita en Japón.